# Porcellio variabilis
Porcellio variabilis là một loài chân đều trong họ Porcellionidae. Loài này được Lucas miêu tả khoa học năm 1849.